# Суконниково (Московская область)
Суконниково — деревня в Можайском районе Московской области, в составе городского поселения Уваровка. Численность постоянного населения по Всероссийской переписи 2010 года — 28 человек. До 2006 года Суконниково входило в состав Колоцкого сельского округа.
Деревня расположена в центральной части района, на левом берегу реки Колочь, примерно в 5 км к юго-востоку от пгт Уваровка, высота центра над уровнем моря 207 м. Ближайшие населённые пункты — Фёдоровское на противоположном берегу реки и Колоцкое на север. У западной окраины проходит автодорога 46К-1130 Уваровка — Можайск.

## Знаменитые уроженцы
- Пушкин, Анатолий Иванович (1915—2002) — Герой Советского Союза, генерал-лейтенант авиации.